# Pimozide
Pimozide (op de markt gebracht onder de naam Orap) is een klassiek antipsychoticum, dat sinds 1969 verkrijgbaar is. De dosering bedraagt 2 tot 20 mg en de werkingsduur van het middel is ongeveer 55 uur.
Pimozide is een antipsychotisch geneesmiddel dat in 1963 ontwikkeld werd in het laboratorium van het Belgische bedrijf Janssen Pharmaceutica, net als enkele jaren eerder het zwaardere antipsychoticum haloperidol.
Pimozide behoort tot de groep klassieke of "typische" antipsychotica.  Chemisch gezien is het een difenylbutylpiperidine. Het vermindert in de hersenen het effect van de natuurlijk voorkomende stof dopamine. Hierdoor kunnen psychosen, hevige onrust en bepaalde spiertrekkingen afnemen. Het middel wordt door artsen voorgeschreven bij psychose, manie, onrust, schizofrenie, depressie, dementie, Tourette en tics, maar omdat het een sterk middel is met verschillende bijwerkingen wordt het hoofdzakelijk gegeven wanneer andere middelen niet blijken te werken.  Ook kan het voorgeschreven worden ter voorkoming van psychosen bij schizofrenie en bij schizoaffectieve stoornis.